# NGC 1998
NGC 1998 (hay còn gọi là ESO 204-15, PGC 17.434) là một thiên hà dạng hạt đậu nằm ở chòm sao Hội Giá. Nó được phát hiện bởi John Herschel vào ngày 28 tháng 12 năm 1834  và cách Dải Ngân hà khoảng 207 triệu năm ánh sáng. Cấp sao biểu kiến của nó là 14,3.  và kích thước của nó là 0,90 x 0,5 phút cung.  Trong một số nguồn như SIMBAD, Nó xác định nhầm nó là sao đôi NGC 1995 gần đó.